# Water Stratford
Water Stratford är en civil parish i Storbritannien.   Den ligger i kommunen Buckinghamshire och riksdelen England, i den södra delen av landet, 80 km nordväst om huvudstaden London. Antalet invånare är 112.